# 369
369 (CCCLXIX) var ett normalår som började en torsdag i den julianska kalendern.

## Händelser

### Okänt datum
- Atanarik, en visigotisk härskare, kämpar mot Valens vid Isaccea.
- Fritigern blir kung över visigoterna.
- Den persiske kungen Shapur II ockuperar det proromerska kungariket Armenien.
- Wulfila skapar det gotiska alfabetet, vilket består av bokstäver, som bygger på grekiska och romerska bokstäver samt germanska runor.
- Trupper från den kinesiska Jindynastin besegras av Tidigare Yan av Xianbeifolket.
- Goguryeo invaderar det koreanska kungariket Baekje.